# Nanomarsupella xenophylla
Nanomarsupella es un género monotípico de hepáticas perteneciente a la familia Gymnomitriaceae. Su única especie: Nanomarsupella xenophylla, es originaria de Ecuador.

## Taxonomía
Nanomarsupella xenophylla fue descrita por (R.M.Schust.) Rudolf M. Schuster y publicado en Journal of the Hattori Botanical Laboratory 80: 132. 1996.